# 康戴里
康戴里是总部位于法国的著名纸张分销商，其分公司遍布全球，是全球第四大的纸商。康戴里独家销售阿尔若维根斯纸业公司生产的：刚古、星域、波普、卡昆和丽芙等纸张。

## 产品
该公司在欧洲、亚太、南美和南非等53个国家设有分公司，其业务范围包括销售用于印刷、办公、平面设计和包装四大范围所使用的纸张、纸板和塑料制品。